# Tekes
Tekes (chiń. 特克斯河 Tèkèsī Hé) – rzeka w południowo-wschodnim Kazachstanie i w zachodnich Chinach, w zlewisku jeziora Bałchasz. Długość - 438 km, powierzchnia zlewni - 29,6 tys. km², średni przepływ - 270 m³/s.
Źródła Tekes znajdują się na wschodnim krańcu pasma górskiego Terskej Ałatau w Kazachstanie. Rzeka płynie na wschód szeroką doliną oddzielającą Terskej Ałatau od pasma Ketmeń i wypływa do Chin. Następnie skręca na północ i łączy się z rzeką Kunes He, tworząc Ili. Zamarza od na czas od grudnia do marca. Wody Tekes są używane do nawadniania.